# У дзи
У дзи (на китайски: 無極 - без хоризонтална гледка) първоначално означавало „безкрайност, безграничност, безпределност, безбрежност“ в даоистката класика от Периода на сражаващите се царства (476-221 пр.н.е.), но започва да означава „най-стар, най-ранен свят“ по-раншен на Тай дзи 太極 „Върховен принцип“ (в България познат като Върховен предел) в неоконфуцианската космология на Сонг Династията (960-1279). У дзи е също собствено име в модерния стандартен мандарин, например У Дзи окръг в Хебей.

## Думата У дзи
Китайското у дзи 無極 "безгранично; безкрайно" е съставно от у 無 "без; не; няма; нищо, празноа" и дзи 極 "хоризонтален покрив; гребен на покрив; най-висока, най-крайна точка; краен, най-отдалечен, най-далечен; земен полюс; достигане до края; постиган, стигам; изпускам, изтощавам".